# Première avant-garde
Première avant-garde, även känd som fransk impressionism, var en strömning inom fransk film direkt efter första världskriget och fram till slutet av 1920-talet. Ledande filmskapare var Abel Gance, Marcel L'Herbier, Louis Delluc, Jean Epstein, René Clair och Germaine Dulac. Typiskt för strömningen var utforskandet av filmens potential som visuellt medium, vilket ledde till utveckling av nya tekniker för handhållen kamera, snabb och rytmisk klippning, dubbelexponering och närbilder.
Filmerna varierar i estetiskt uttryck, men det fanns en genomgående teoretisk grund som stod nära symbolismen och dess försök att genom konsten ådagalägga en bortomsinnlig verklighet. Beteckningen "impressionism" användes främst för att markera skillnaden från expressionistisk film. I mitten av 1920-talet började première avant-garde förlora sin ställning till förmån för ett "andra avantgarde", som i stället stod nära dadaismen och surrealismen.

## Filmer i urval
- Tionde symfonien (La dixième symphonie) (1918) av Abel Gance
- J'accuse (1919) av Abel Gance
- La fête espagnole (1920) av Germaine Dulac
- L'Homme du large (1920) av Marcel L'Herbier
- Eldorado (1921) av Marcel L'Herbier
- En kärlekens tragedi (La roue) (1922) av Abel Gance
- Cœur fidèle (1923) av Jean Epstein
- Paris sover (Paris qui dort) (1923) av René Clair
- La glace à trois faces (1927) av Jean Epstein
- Napoléon (1927) av Abel Gance
- Huset Ushers fall (La chute de la maison Usher) (1928) av Jean Epstein
- Finis terræ (1929) av Jean Epstein